# جوزفين كليفورد ماكراكين
جوزفين كليفورد ماكراكين (بالإنجليزية: Josephine Clifford McCracken)‏ هي صحفية أمريكية، ولدت في 1839، وتوفيت في 1921.